# Wolf's Rain
Wolf's Rain (ウルフズレイン, Urufuzu Rein) est un anime japonais en 26 épisodes et 4 OAV, diffusé pour la première fois au Japon le 26 janvier 2003. Il a été adapté en manga par Toshitsugu Iida en 2003.

## Résumé
Dans le futur, quelque part sur une Terre en période glaciaire où seules subsistent les villes, les humains tentent de survivre. Alors que les loups se sont éteints depuis deux cents ans, une légende persiste à dire que le jour où ils verront le chemin qui mène au Paradis, ce sera la fin du monde. Lorsque commence l'histoire, un énorme loup blanc, nommé Kiba, arrive dans une ville sous dôme. Dans le même temps, un groupe de voyous, dirigés par un certain Tsume tente de s'emparer des vivres et richesses qui transitent dans la ville. Hors de tout ce vacarme, les Nobles poursuivent leurs propres objectifs et semblent indifférents à ce monde en ruine.
Blessé, emprisonné, Kiba fera la rencontre de Tsume, Hige et Toboe, trois individus qui, comme lui, ont deux apparences. Selon leur volonté, ils peuvent apparaître comme des humains ou comme des loups. Dans ce monde du futur, la race des loups s'est adaptée pour pouvoir coexister avec les humains et a endossé leur apparence pour éviter d'être exterminée. Loin dans un laboratoire, une équipe de chercheurs observe une fille prisonnière d'une gigantesque sphère de verre, remplie d'eau. Au moment où Kiba arrive, pour la première fois, cette fille nommée Cheza montre une réaction. Elle est la fille-fleur de Lune, la clé pour ouvrir le paradis.
L'histoire commence lorsque Kiba, un loup blanc pénètre dans la ville de Freezz City et se fait emprisonner par les gardes de la fourrière, croyant avoir affaire à un chien. Au même moment, une jeune fille ouvre les yeux pour la première fois depuis deux siècles. Il s'agit de Cheza, une jeune fille créée à partir de la fusion des cellules d'une fleur de lune, grâce au pouvoir ancien de l'alchimie. Elle est l'une des derniers membres du Peuple des Hommes-fleurs, les Hanabito, ainsi que la clé du paradis originel des loups, le Rakuen. Cheza est actuellement aux mains de Lord Ooakum, un noble avide de pouvoir. Kiba réussit à se libérer grâce à l'aide de Hige, un autre loup, dissimulant sa véritable nature derrière une apparence humaine. Au même moment, Cheza est enlevée par Darcia le Troisième. Kiba quant à lui, s'allie à Tsume et Toboe, deux autres loups, et part à sa recherche, afin d'accomplir la prophétie le concernant.
Après la traversée d'un champ de mine abandonné et de North City, une ville où les loups sont exploités par les hommes comme de vulgaires chiens, ils arrivent à la ville flottante de Darcia, où, au même moment, Cher Degré, la médecin chargée de Cheza et son équipe de recherche, composée en majorité de soldats de Lord Oakum, sont à la recherche de la fille-fleur. Des flashback de Darcia nous montre entretemps la chute progressive de la ville, qui était, autrefois, sous le joug de son clan, quand, soudain, Cheza s'échappe de son vaisseau qui est attaqué par les troupes d'Oakum. Rapidement, les loups la repèrent et Kiba peut enfin contempler la personne qu'il a toujours aimée, depuis même sa naissance. Au même moment, Kent Yeden, un chasseurs de loups, retrouve ses cibles de prédilection et tente de les tuer, mais ceux-ci s'enfuient et vont se réfugier dans la Foret de la Mort, où, quelques heures auparavant, Cher, à la recherche de Cheza, est enlevée par Darcia Trois, qui revoit en elle le visage de sa fiancée, Harmona, maudite par le Rakuen et endormie artificiellement depuis près de deux siècles. La meute réussit finalement à s'en échapper malgré quelques difficultés, et peuvent assister à la pleine lune, le moment précis où le Rakuen est ouvert par la fleur de Lune. Au même moment, Oakum est prévenue par la Prophètesse des Nobles, Jaguara, que l'Apocalypse approche et que le soir même, il se pourrait que le Rakuen soit ouvert par les loups, mais alors, que le vieux noble tente de quitter Freez City pour partir à la recherche de Cheza en personne, il est assassiné par les soldats de Lady Jaguara. L'inspecteur Hubb Lebowsky, l'ex-mari de Cher, est inquiet parce que cela fait des semaines qu'il n'a pas entendu parler de son ex-femme, et part à sa recherche, suivant les indications des médecins qui travaillaient avec elle. Cher, quant à elle, est séquestrée par Darcia, qui s'en va capturer Cheza et verser le sang des loups afin de préparer la jeune fille à ouvrir les portes du Rakuen. Blessés, la meute se réfugie en ville, et rencontre finalement Blue, la demi-louve et chienne de Quent. On apprend qu'après sa rencontre avec Cheza et sa blessure dû à des soldats qui l'auraient prise pour un loup, elle a pris  conscience de sa différence, et à décider de les rejoindre. Ensemble, ils décident de partir au château des Darcia. Au même moment, Quent rencontre Hubb et tous les deux font route ensemble, jusqu'à ce que le policier retrouve Cher, errant dans les rues d'une ville, après avoir été endormie et abandonnée par Darcia Trois. Tous les trois décident également de rejoindre le Château des Darcia.

## Fiche technique
- Animation : Studio Bones
- Character design : Toshihiro Kawamoto
- Compositeur : Yoko Kanno
- Mechanical design : Shinji Aramaki
- Producteur : Bandaï Visual
- Réalisateur : Tensai Okamura
- Scénariste : Keiko Nobumoto
- Éditeur : Beez Entertainment
- Nombre d'épisodes : 26 + 4

## Doublage
Adaptation : Christian Niemiec et Hélène Castets
| Personnage    | Voix japonaise   | Voix française    |
| ------------- | ---------------- | ----------------- |
| Kiba          | Mamoru Miyano    | Frédéric Popovic  |
| Hige          | Akio Suyama      | Taric Mehani      |
| Toboe         | Hiroki Shimowada | Claudine Grémy    |
| Cher Degre    | Kaho Kōda        | Susan Sindberg    |
| Tsume         | Kenta Miyake     | Tony Joudrier     |
| Cheza         | Arisa Ogasawara  | Celia Charpentier |
| Blue          | Mayumi Asano     | Agnès Manoury     |
| Quent yaiden  | Unshō Ishizuka   | Alain Floret      |
| Darcia        | Takaya Kuroda    | Cyrille Monge     |
| Hubb Lebowski | Mitsuru Miyamoto | Pascal Germain    |

## Épisodes
Notes : les épisodes 15 à 18 sont des flashback qui reprennent tous les personnages principaux de la série.

## Personnages

### Les Loups
L'histoire raconte la quête d'une meute de jeunes loups (Kiba, Tsume, Hige et Toboe) et d'une louve (Blue). Chaque nom correspondant en japonais à un composant du loup à part le nom de Blue.

#### Kiba
Kiba (キバ (牙), lit. « Croc ») suit ses instincts pour le guider vers le Rakuen (le Paradis des loups).
Lorsqu'il était jeune, sa famille et la totalité de sa meute périrent dans les flammes causées par beaucoup de fleurs de lune, qui s'étaient enflammés car elles avaient trop de lumière. Il a ensuite été recueilli par un indigène (assimilable à un Indien) qui lui confia que, s'il avait survécu, c'est qu'il avait un long voyage à entreprendre, dont le but serait le Rakuen. Kiba quitta celui qui l'avait élevé et partit accomplir sa quête, dans l'espoir d'y trouver la paix. Plus tard dans la série, il est dit qu'il est l'élu de la Fleur de Lune et que par conséquent, il est destiné à trouver et ouvrir les portes du Rakuen.
Il n'éprouve aucune tendresse envers les humains et est peu disposé à apparaître sous cette forme, même s'il serait plus facile pour lui de se déplacer en ville caché sous cette dernière. Néanmoins, sa rencontre avec Tsume puis Hige lui fera prendre conscience qu'il n'y a aucune honte à opérer de cette façon et que c'est simplement un moyen de survie. Ainsi, il mettra de côté sa fierté et assumera parfaitement ses traits humains. C'est lui qui part à la recherche de la Fille Née de la Fleur de Lune, Cheza, même s'il refuse d'être assimilé au chef de la meute : pour lui, le voyage entreprit n'est pas l'affaire de ses décisions, mais un choix que chacun des membres a pris en lui-même. Toutefois, c'est en tant que tel qu'il est vu par les autres loups qui l'accompagnent.
Le lien qui l'unit à Cheza est trouble : Kiba est celui qui l'a sent le mieux, il sait où aller pour la chercher et il est le plus déterminé à la défendre, étant prêt à sacrifier sa vie pour elle. Elle est la seule à pouvoir le mener au Rakuen, c'est peut-être pour cette raison qu'il l'aimerait.
Dans la série, Kiba semble être un loup arctique.

#### Tsume
Tsume (ツメ (爪), lit. « griffe ») est un loup indépendant et froid, aux courts cheveux blancs et aux yeux ambrés. Il est l'un des premiers personnages principaux à apparaître dans la série et accompagnera la meute tout le long, afin d'atteindre le paradis des Loups, le Rakuen. Il est aussi agile et précis qu'une griffe, dont il tire son nom. Il vit en ville, en compagnie des autres humains, revêtant la même apparence que ces derniers de façon à se fondre dans la masse et ne pas se faire remarquer. Au départ, il est même le chef d'une bande de pillards qui s'attaquent aux convois pour survivre. Il est le plus âgé de la meute et reste sceptique vis-à-vis du Rakuen et que cette destination reste du domaine de la légende, puisque personne ne l'a jamais atteint. Il semble froid et distant, mais se révèle plus complexe que cela. Tsume paraît être le plus sage (le plus expérimenté) de la meute et met à profit cette sagesse pour la protéger.
Il s'habille comme un humain (vêtements de cuir noir, qui le rapproche d'un motard) et cache ses yeux derrière des lunettes de soleil. Par le passé, il avait été affilié à une meute mais au cours d'une bataille, il a tenté de fuir et s'est fait rejeter. C'est cet épisode que symbolise sa cicatrice en forme de croix qu'il arbore à la poitrine. À cause de cet évènement, il ne chercha plus la proximité des loups et n'essaya pas de s'intégrer dans une nouvelle meute. Au contraire, il s'installa dans une ville. C'est ainsi qu'il prit la tête d'une bande de pillards avec lesquels il attaquait les convois, pour se nourrir et survivre. Il fera la rencontre de Kiba le premier, alors que sa bande était persuadée d'avoir affaire à un gros chien consommable. Un combat éclate entre les deux, leur conception de monde se révèle opposé : Kiba accuse Tsume de n'avoir plus assez de fierté pour apparaître en tant que loup, et Tsume accuse le jeune homme de ne pas avoir conscience des règles qui régissent une cité.
Plus tard, il rencontrera Toboe. Un lien unira ces deux loups, avec le temps et en dépit de l'apparente volonté de Tsume. C'est grâce à ce lien, d'ailleurs, qu'il acceptera de suivre Kiba, même s'il n'a aucune foi en un Paradis. S'il les suit c'est, de son point de vue, afin de les protéger (en particulier Toboe). Toutefois, au fond, il ressent le même appel que Kiba vis-à-vis de la Fleur de Lune et son désir d'appartenir à une meute reste vivace.
Vers la fin, il sera persuadé de l'existence du Rakuen et sera prêt à combattre pour l'atteindre. D'ailleurs, il apparaît comme étant le meilleur combattant (ou le plus expérimenté) des Loups. Son âge, sans être précisé, semble plus élevé que celui de ses compagnons et il paraît avoir environ 18 ans.
Tsume semble être représenté par un loup d'Eurasie ou encore un loup de la toundra.
Apparence et Symbolique
Sous sa forme humaine, Tsume possède des cheveux blancs coupés court auxquels s'ajoute une tresse. Deux yeux ambrés apparaissent sous ses sourcils fins. Il est habillé d'un ensemble en cuir noir qui pourrait être un rappel de sa nature de loup et qui laisse transparaître la cicatrice qui marque sa poitrine. Une boucle d'oreille dorée enserre son lobe gauche et il en porte deux autres rondes de la même couleur à chaque oreilles.
Tsume est un loup gris qui conserve ses caractéristiques humaines, y compris la balafre en forme de croix sur son poitrail. Il pourrait être assimilé à un loup d'Eurasie ou à un loup de la toundra.
Le nom de Tsume devient symbolique lorsque, sous sa forme humaine, il attaque avec une dague effilée qui rappelle une griffe. Cette arme illusoire se substitue à ses griffes, et nous la découvrons pour la première fois quand Tsume tranche la tête d'un robot.
La lame est faite pour donner une signification au nom de Tsume, littéralement traduit par "griffe" en japonais
Passé
Tsume a fait partie d'une meute. Celle-ci s'est faite attaquée par les troupes de Jagara qui traquaient les Loups. Les amis de Tsume se faisaient massacrer par les armes à feu des ennemis et au lieu de combattre, il s'enfuit, abandonnant les siens et trahissant sa meute pour assurer sa propre survie. Le chef et les quelques survivants ne lui pardonnèrent pas et le bannirent, en lui laissant la "marque de son péché" sur la poitrine : une balafre en forme de croix faite par des crocs. Toboe sera le seul à qui Tsume se confiera sur cette histoire.
À partir de ce moment-là, Tsume se replia sur lui-même et parcourut le monde avant d'arrêter ses pas à Freeze City, la ville où demeurait la Fille-Fleur, Cheza. Il devient le chef d'une bande de pillards et à leur tête attaquait des trains et des convois de nourriture. Il ne s'intégra cependant pas à l'humanité, gardant toujours une distance froide entre ses hommes de mains et lui-même. Il les protégeait et s'aidait d'eux pour se nourrir, mais leur relation s'arrêtait là. Il place son indépendance au-dessus de tout, et refuse tout liens d'amitié. Néanmoins, Kiba, Hige et surtout Toboe vont le convaincre de se joindre à leur meute.
Histoire
Tsume est un des personnages principaux de l’histoire, tant par la place qu’il occupe que par les rôles successifs qu’il assume. Il est le premier sur lequel l’histoire se penche, en tant que chef d’une bande d’humains. Cela permet d’établir l’opposition qui unit Tsume et Kiba : l’un est malgré tout unit aux hommes, tandis que l’autre les fuit. Cette rivalité se poursuit tout au long de l’anime, puisque Tsume se révèle incapable de croire ce pour quoi il se bat, à savoir l’existence du paradis.
Tsume apparaît dès le premier épisode de l’anime, à la tête de ses hommes de main. Un puissant train file à vive allure droit devant à travers la neige, lorsqu’une explosion survient au niveau de la motrice. C’est une attaque de pillards, et Tsume s’affiche comme étant leur chef au volant d’une sorte de jeep. Il se rapproche du train afin de permettre à ses adjuvants de prendre pied sur ce dernier. Si les hommes de Tsume agissent de cette façon, c’est pour s’approprier une des ressources qui manque le plus au peuple miséreux : de la nourriture. Cette attaque est le symbole du désespoir des classes pauvres, et donne donc une information sur les règles qui régissent le monde de Wolf's Rain et sur la situation économique. Pour se nourrir, il faut se battre, et c’est un point sur lequel le personnage de Tsume insiste.
Le gouvernement est au service des Nobles et le peuple souffre de la pauvreté, il doit se battre pour espérer avoir de quoi subsister. Cette sinistre réalité montre que le monde est sur le déclin et qu’il se dirige lentement vers la fin. Le futur est représenté comme une société civilisée (ou plutôt, plusieurs villes importantes civilisées), mais inéluctablement sauvage, et cela par nécessité. Dans cette violence, les personnages des Loups ne sont pas insolites, et Tsume n’est pas dépaysé.
La bande de Tsume se répand sur le train, et il n’éprouve pas d’état d’âme à mettre la vie de ses hommes en jeu : c’est une chasse et il en est le chef, son objectif est de se nourrir. Gehl, le plus jeune de la troupe (ce n’est qu’un enfant), est propulsé d’un coup de pied dans ce monde guerrier, en dépit du danger d’un tel geste. Il se rattrape à la rambarde. Néanmoins, un robot sort de la porte blindée et ouvre le feu sur ses ennemis. Gehl est terrifié devant la puissance de la machine et ferme les yeux, craignant pour sa vie. Brusquement, les coups de feu cessent et la lumière disparaît. Gehl rouvre les yeux, présentant Tsume (sous forme humaine) sur la machine, tenant dans une main une dague légèrement recourbée et dans l’autre la tête de la sentinelle robotique. Gehl l’appelle et Tsume ne lui accorde qu’un regard, sans que ses traits ne se délient. Il jette la carcasse métallique à terre, et celle-ci va s’écraser contre le reste du convoi, créant une nouvelle explosion et stoppant l’ensemble du train.
Rien n’indique à ce stade que Tsume est un Loup et qu’il aurait envie de changer son mode de vie. Mais Tsume ne peut être jugé sur ce qu’il laisse transparaître, parce qu’il met justement tout son art à ne rien filtrer. Il fuit simplement tout ce qui peut rappeler ses erreurs passées.
Après le pillage du train, la troupe de Tsume traverse Freeze City. Quent Yaiden vient d’arriver en ville et boit un verre dans un bar. Blue est attachée dehors. Elle lève les yeux, attirée par le bruit des hommes de Tsume avant d’apercevoir ce dernier. Il s’arrête, et se tourne vers elle. Ils se dévisagent, Blue grogne et s’élance en avant, tirant sur sa laisse en aboyant. Quent est alerté, il sort arme au poing et se précipite dans la rue. Au milieu des pas humains se trouvent des traces de pattes de loups, imprimées dans la neige.
En retournant à leur cachette, les hommes de Tsume tombent sur ce qu’ils pensent être un gros chien blanc. Tsume aperçoit l’animal et immédiatement, il sait qu’il ne s’agit pas d’un simple chien, mais bien d’un de ses semblables. Ils veulent le manger, mais lorsque Tsume affirme tout haut ce qu’il pensait, ils se tournent tous vers lui, surpris. Les deux hommes les plus proches de la bête vont pour toucher le Loup qui se réveille et les tue tous deux avec ses crocs. Gehl se tient devant la bête, tremblant, quand brusquement Tsume le pousse. Il tient sa dague dans la main droite. Il s’éloigne, après avoir manifesté son intérêt et s’enfuit vers les toits, suivi par l’animal. Là-haut, ils se retrouvent face à face. La caméra se rapproche du loup blanc et tourne pour dévoiler Tsume, désormais sous sa forme de loup, sa cicatrice clairement visible sur son poitrail. 
Tsume commente l’attitude de Kiba, bien qu’il ne connaisse pas encore son nom. Le loup blanc ne quitte pas sa forme animale, et affirme qu’il ne faisait que se protéger en tuant les deux hommes. Tsume ne semble pas en colère, ou surpris par la mort de ceux-ci, simplement curieux – et peut-être dérangé - du fait que Kiba puisse tuer aussi naturellement, sans se poser de questions. Tsume invoque les règles qui régissent chaque cité et qui doivent être respectées, ce qu’il ne fait lui-même que dans la théorie : il vole et pille pour son propre usage et il tue des soldats pendant ses assauts, quoique dans ce cas là, ses attaques sont surtout tournées contre les Nobles. Kiba riposte en critiquant le mode de vie de Tsume, sa façon de s’entourer de malfrats humains et de rejeter sa fierté en ne revêtant plus sa forme animale mais en demeurant un humain aux yeux de tous. Le fait que l’on critique sa fierté est ce qui enrage réellement Tsume, on distingue ses dents aussi aiguisés que celles d’un loup. Qu’un arriviste comme Kiba puisse dénigrer sa façon de survivre n’est pour lui pas supportable, car depuis qu’il n’a plus de meute, il vit en suivant son propre instinct. Mais il n’a jamais rejeté sa condition de loup et s'il conserve une forme humaine, c’est pour se servir des hommes, comme il le dit lui-même.
Les deux loups se battent, du sang est versé, et c’est ce qui réveillera Cheza. Lorsque Gehl arrive sur le toit, il voit deux loups échanger des coups. Il secoue la tête et Tsume recouvre sa forme humaine. Il interrompt le combat, en agitant son arme et Kiba s’en va, après un dernier regard vers Tsume.
Tsume affirmera finalement à Gehl qu’il n’est pas son ami, qu’ils sont trop différents pour l’être.
Personnalité
Tsume est un personnage solitaire. Il ne cherchera pas à s'intégrer dans le groupe d'humain qu'il dirigera à Freeze City après avoir été bannie de sa meute, il se servira uniquement d'eux pour survivre dans un monde d'Hommes. Cependant, malgré son côté froid et presque égocentrique à des moments, Tsume à l'instinct de groupe et n'hésite pas à sauver une personne en danger. Il tentera en effet de sauver Gehl, un jeune homme membre de son groupe de pillards, bien qu'il ait montré beaucoup de répulsion envers lui. Il sauvera également Toboe à multiple reprises.
Le paradis de Tsume
Le paradis de Tsume est révélé lorsque Cheza, la Fille-Fleur, par une chanson apaisante, endort les Loups pour mettre fin à une querelle entre Kiba et Tsume. Les Loups sont comme ensorcelés et tombent un à un dans le sommeil. Près d'eux, Cheza aiguille leurs rêves selon leurs conceptions personnelles. Kiba rêve de passer son temps auprès de Cheza, Hige et Toboe d'une maison ou d'un champ de fleur, tandis que le paradis de Tsume se matérialise par un rêve révélant sa personnalité solitaire et sauvage.
Le paradis de Tsume s'assimile donc à un paysage arctique, où ce dernier, seul et libre, chasse de grand gibier (un cerf) symbolisant la fierté et la beauté inhérente aux Loups.
Ce rêve met en avant bien des points caractéristiques du personnage de Tsume. La banquise relève son besoin de solitude et de calme, le fait d'être seul semble être une aspiration à la tranquillité, la chasse résumant la récompense bien méritée après la recherche ardue du Paradis (durant laquelle les Loups mangent des abats, des carcasses, ou encore des insectes) et le symbole de la fierté retrouvée.

#### Hige
Hige (ヒゲ (髯), lit. « vibrisse ») s'est parfaitement intégré dans la société humaine, utilisant ses dons naturels (le vol) pour subsister à ses besoins. Roux et les yeux rouges, il porte également un collier avec un sigle dessus, qui se révèlera être un chiffre (vingt-trois), autour du cou. La signification de cet ornement sera précisée plus avant dans la série. Il rencontrera Kiba alors que ce dernier est prisonnier dans une cage. Il est intrigué et ils s'entretiendront brièvement, Hige convainquant le jeune homme d'accepter son apparence humaine pour s'enfuir. Il se joindra à la quête du Rakuen de Kiba. De tous, il semble être celui à l'odorat (excepté pour sentir la Fille-Fleur) et à l'intuition les plus développés. Il demeure un combattant efficace. Hige est également amoureux de Blue.
Hige semble être un loup mexicain.

#### Toboe
Toboe (トオボエ (遠吠え), lit. « Hurlements ») est le plus jeune du groupe, il n'a que quatorze années humaines. Des cheveux châtains encadrent son visage et de larges yeux marron lui donnent un air innocent. Il est craintif de tout ce qui l'entoure en ville et peine à se nourrir, détestant les corbeaux et les chats qui tournent autour des poubelles. Toboe a été élevé par une vieille femme comme un chiot, ce qui l'empêche d'agir en tant que loup. Il tua accidentellement cette vieille femme en l'étouffant, ce qui le livra à lui-même. Néanmoins, il affectionne particulièrement les humains (comme le lui fera remarquer Tsume) et semble les comprendre. Il essaie de protéger Quent, le maître de Blue, et il ne comprend pas pourquoi il ne l'aime pas et le chasse.
L'adolescent reste attaché à Tsume et c'est grâce à lui que ce dernier demeurera dans le groupe tout au long du voyage.
Toboe semble être un loup rouge, par son pelage.

#### Blue
Blue (ブルー, Burū, « Bleu ») partage le sang de loup et de chien. Elle est l'animal de compagnie de Quent depuis toute jeune : en effet, l'enfant de ce dernier avait trouvé et choisi d'adopter Blue. Mais le village dans lequel ils habitaient fut brûlé et Quent, après avoir vu une poignée de loups autour de sa demeure en flammes, reste persuadé que ce sont ces bêtes immémoriales qui sont à l'origine de la destruction de sa famille. Depuis cet instant, il dédia sa vie à l'éradication des loups, passant de villes en villes, et de bars en bars, utilisant l'aptitude de Blue à sentir les loups pour les traquer.
Cependant, cette dernière fit la rencontre de Cheza et sa conscience de louve s'éveilla. Blessée par des soldats, elle quittera Quent et ce dernier, la retrouvant en sang dans une ruelle, sera tiraillé entre son désir de la sauver et sa haine pour les loups. Sa haine l'emportera, Blue prendra le parti de s'enfuir. Elle essayera de trouver du travail sous sa forme humaine, celle d'une jeune femme aux yeux parfaitement bleus et aux cheveux bruns. Blue fera la rencontre du groupe de Kiba et sera défendue par eux d'une bande d'hommes. Hige insistera pour qu'elle se joigne à la quête du Rakuen. Son affinité avec Hige grandira avec le temps.
Blue ressemble à un husky sibérien notamment par ses yeux.

### Autres personnages
L'histoire complète (du début de la série, jusqu'à la fin des OAV) des personnages secondaires.

#### Cheza
Cheza est une création artificielle du Seigneur Darcia le Premier, qui a utilisé l'art perdu de l'alchimie à partir d'une Fleur de Lune. En ce sens, elle fait partie du peuple des Hanabito, conçus par les Nobles afin de trouver le Rakuen. Elle a l'apparence d'une jeune adolescente aux cheveux roses et aux yeux entièrement rouges, son iris apparaît plus clairement. Cependant, elle reste une fleur et garde le métabolisme propre à ces dernières : pour vivre, elle a besoin de lumière et d'eau, sous peine de se dessécher. Autour du cou, elle porte un anneau d'or posé par les scientifiques chargés de l'étudier, c'est en effet grâce à celui-ci qu'ils peuvent maintenir la jeune fille accrochée dans une substance liquide nutritive.
Car Cheza est désirée par un grand nombre de personnes et s'impose comme la pièce centrale des personnages. Son choix se porte néanmoins vers les Loups, et c'est eux qu'elle choisie d'aider en leur montrant la voie vers le Rakuen. Elle apparaît pour la première fois dans la ville de Freezcity, étudiée par le laboratoire secret de Lord Ooakum, dirigé par Cher Degre. À la suite de l'arrivée de Kiba, elle se réveillera pour la première fois depuis deux cents ans. Elle sera par la suite enlevée par Darcia le Troisième et réveillera en Kiba sa conscience de porteur de lumière. Silencieuse en compagnie de Darcia, elle s'échappe du vaisseau de celui-ci et atterrit dans le parc du château des Darcia, dans la ville aérienne du clan royal. C'est là qu'elle rencontre la meute de loup et parle pour la première fois en murmurant à l'oreille du loup blanc : « Enfin, je t'ai trouvé. » Elle fait également la rencontre de son ancêtre, la première du peuple Hanabito (hommes-fleurs) qui lui demandera de rester à ses côtés, une demande que Cheza refusera, préférant la compagnie des loups à celui de sa vieille grand-mère. Cheza sera par la suite enlevée de nouveau par Darcia, mais l'arrivée de Lady Jaguara retourna complètement la situation, faisant de Jaguara la nouvelle détentrice de la fille-fleur (hana no shōjo). La noble tente d'exterminer Kiba, en l'offrant en sacrifice au Four Lunaire, afin de commencer l'avènement de son propre Rakuen, mais Cheza lui échappera, sauver par la meute de loups, et par Darcia Trois, revenu en possession de la Pierre de Lune. Chez, clé du Paradis Originel, deviendra le guide des derniers survivants, qui dans leur dernier voyage vers l'Arbre du commencement, disparaîtront les uns après les autres. Utilisée par Darcia afin d'ouvrir les portes du Rakuen, elle l'empoisonnera avec son sang bleue, qui n'est d'autres qu'un poison pour celui qui n'a pas été choisi par les fleurs. Chez finira par mourir dans les bras de Kiba en lui recommandant de l'attendre dans le prochain monde qui naîtra, lui rappelant que rien n'est éphémère, et que leur amour survivra même à travers la destruction du monde. Très appréciée par la meute, Cheza est surtout protégée et aimée par Kiba, qui est le loup destiné à l'utiliser pour ouvrir les portes du Rakuen, Blue, parce que Cheza lui a fait comprendre qu'elle est à demi louve, Cher, qui l'a étudié toute sa vie, et Tsume, lui ayant appris à faire confiance aux autres.

#### Cher Degre
Cher est une brillante scientifique, qui travaille sur un projet de vie artificielle (Cheza) pour le compte du Seigneur Oakum. Elle était mariée à Hubb Lebowsky, un détective. Son travail la passionnait, et la jeune femme était intriguée par Cheza qui ne montrait aucune réaction à rien, qui demeurait simplement dans sa gangue de verre, alimentée par un fluide nutritif afin d'éviter son dessèchement. Cette passion lui coûta son mariage avec Hubb, puisqu'ils n'arrivaient plus à se voir et que lorsque c'était le cas, le seul sujet qui animait la jeune femme était Cheza. Cher s'intéressait déjà au Livre de la Lune, avant même que Cheza ne se fasse enlever par Darcia le Troisième. Après la perte de sa protégée passive, Cher se sépare une nouvelle fois de Hubb en lui laissant un baiser - énigmatique - et la clef de son appartement. La scientifique part pour retrouver la trace de Cheza, qui lui échappe, protégée par les Loups. Le sourire qu'elle aperçoit sur les lèvres de la jeune fille trouble ses convictions, et elle en vient à se demander si la troupe qui l'accompagne ne serait pas en vérité les Loups décrits dans le Livre de la Lune. Cette interrogation contribuera à sa radiation du corps militaire. Au bar elle rencontrera le chasseur Quent, puis tombera sur Darcia le Troisième, qui la capturera et la retiendra dans sa demeure. Sa captivité lui permettra d'apprendre ou de confirmer plusieurs informations sur le Paradis, Darcia mais également Cheza. Le Seigneur Darcia la laissera partir après la mort d'Hamona. C'est en retournant en ville qu'elle retrouvera Hubb, partit à sa recherche. Ils décideront de voyager ensemble pour savoir pourquoi Cheza existe. Cher, Hubb et Quent partent donc au château de Darcia le Troisième. À l'intérieur, ils rencontreront les Loups. Le château sera détruit par les troupes de Jaguara : Cher, Hubb, Blue et Cheza sont pris à part, Quent se retrouve seul.
Cher et Hubb réussiront à quitter le véhicule qui les retenait prisonnier alors qu'il est attaqué par les troupes de feu le Seigneur Oakum. Hubb porte dans ses bras Cheza, Cher et Blue les suivent. Cependant, Hubb et Cheza  sont capturés par un vaisseau de Jaguara, et les deux jeunes femmes ne doivent leur survie qu'à l'arrivée du Capitaine sous lequel servait la scientifique. Elles se dirigent vers la ville de Jaguara. Elles sont séparées une fois sur les lieux, Cher retrouvera Darcia le Troisième et assistera à ses côtés à la fin de Jaguara.
Elle retrouve Hubb à ce moment, dans le palais de Jaguara. Ils s'empareront tous deux d'un véhicule de l'armée et trouveront sur leur route Quent et Blue. La louve leur permettra de rejoindre la meute de Kiba. Cheza dans les bras, Cher avouera ses sentiments retrouvés pour Hubb en lui prenant la main. Un météore tombé fait trembler la calotte glaciaire et Hubb perd le contrôle du véhicule qui se renverse sur le côté. Tout le monde sort, Cher confie Cheza à Hubb et alors que ce dernier s'avance, le bout de falaise s'écroule sous le poids du véhicule, emportant Cher. Agonisante, Hubb la rejoint en bas et elle meurt dans ses bras.
Cheza pleure pour elle. Hubb la dépose dans les eaux.

#### Hubb Lebowsky
Détective de profession, Hubb se retrouve à enquêter sur l'animal retrouvé dans la rue et blessé par Quent. Hubb est un homme blond aux yeux verts allergique à tout animal qui n'aspire qu'à vivre de nouveau avec Cher, son ex-femme. Ils se sont séparés lorsqu'il est apparu que Cher ne pouvait plus ménager sa vie professionnelle et sa vie sentimentale, c'est-à-dire lorsqu'elle attacha trop d'importance à Cheza, au détriment de son époux.
C'est lui qui interroge Quent et pour la première fois, il apprend que les Loups ne sont pas tous morts. Il ne s'intéresse pas réellement à cette affaire et l'utilise simplement pour rentrer en contact avec son ex-femme, qui est scientifique. Quand le Loup s'échappe (il s'agissait de Kiba), Cheza est enlevée et Cher se retrouve à l'hôpital. Les sentiments qu'éprouve Hubb à son égard sont toujours vivaces, et le baiser d'adieu qu'elle lui livre le trouble profondément et font renaître l'espoir qu'il avait de reconquérir l'amour de sa femme. Cher lui donne également un indice : la clef de son appartement. Le détective s'y rend, la pièce est vide, seul un tissu coloré dépasse d'un tiroir. En s'en emparant, Hubb découvre un livre qui n'est autre que le Livre de la Lune, ouvrage considéré hérétique. Hubb commence à s'intéresser à l'activité des Nobles pour trouver une piste dans sa quête. L'information qu'il gagnera lui vaudra d'être renvoyé, selon la volonté des Nobles. L'attaque des troupes de Jagara lui fournira prétexte à s'enfuir. Il prend la route et atteint le bar dans lequel Cher s'était saoulée, à la suite de sa radiation, il y a quelque temps. Il rencontrera également de nouveau Quent et c'est avec lui qu'il repartira sur les routes avec un nouveau véhicule. Sur le chemin, il entretiendra Quent de ses questions sur son couple et son bonheur passé qu'il souhaite reconquérir. Hubb finira par rencontrer Cher et ils partiront tous les trois vers le château de Darcia. Là-bas, il trouvera Cheza mais ils seront capturés par les troupes de Jaguara, en dépit de l'intervention de Blue. Grâce à une secousse, Hubb est capable de libérer les liens de Cher, après lui avoir avoué ses sentiments. Ils s'enfuient pour chercher Cheza et la libèrent ainsi que Blue. Néanmoins, la Fille-Fleur est agressée par un soldat de Jagara. Grâce à la louve, Hubb réussit à la prendre dans ses bras dans l'intention de fuir. Il se fera capturé par un vaisseau et se retrouvera en cellule avec Cheza.
Sa vision de la jeune fille change : il ne la voit plus comme celle qui a brisé son mariage et causé son malheur, mais comme une enfant qui aurait besoin de protection.
Hubb est enfermé dans la prison de Lost City et c'est là qu'il rencontrera pour la première fois les Loups, en la personne de Tsume, puis de Toboe. C'est lui qui indiquera aux loups le moyen de s'enfuir, après qu'une panne d'alimentation surviendra. Tsume l'aidera à s'échapper avant de rejoindre Kiba.
Hubb retrouve Cher dans le palais de Jaguara. La ville de cette dernière est en pleine décadence à cause de la disparition de l'énergie lunaire, le couple sort à la recherche d'un véhicule. Ils en trouveront un de l'armée, vraisemblablement pillé. Hubb découvrira un cigare qu'il s'accaparera, avant de prendre le volant.
Dans leur fuite, ils tomberont sur Blue et Quent blessé, puis sur la meute des loups. Cher prend la main d'Hubb, lui disant qu'il avait changé et lui faisant entrevoir la possibilité d'un amour retrouvé. Des météores s'écrasent sur la Terre, et l'un d'entre eux fait éclater la calotte glaciaire sur laquelle ils voyageaient. Le véhicule se renverse sur le côté, Cher confie Cheza à Hubb. À ce moment, le bout de falaise qui soutenait encore le poids de la voiture s'écroule, Cher est prisonnière à l'intérieur et son époux incapable de la sauver.
Il la retrouve en bas et lui parle une dernière fois, imaginant une vie future impossible devant les Loups. Elle meurt dans ses bras, ses pleurs sont repris par Cheza. Hubb dépose le corps inanimé de sa femme dans les eaux avant de retourner au véhicule en tentant de le remettre sur les roues. Il passe inutilement sa frustration contre le seul responsable blâmable de ce décès, mais Kiba puis l'ensemble de la meute viennent l'épauler dans son entreprise. Hubb signale qu'il est prêt à les accompagner jusqu'au bout.
Il parlera un peu avec Cheza, assise sur le siège accompagnateur et admettra tout croire à propos d'elle, des Loups et du paradis. Peu de temps après, la voiture tombera en panne. Hubb se charge de prendre Quent, toujours inconscient, sur son dos. Le groupe fera une pause pour se reposer. Soudainement, Quent se réveillera et voyant qu'il est entouré de Loups, il prendra le parti de s'en aller seul. Hubb le suivra pour le convaincre de revenir au campement. Il se fera assommer par le vieil homme. Reprenant conscience en pleine tempête, il avance en se protégeant du vent, seul. Finalement, il entend quelqu'un derrière lui et le Seigneur Darcia lui saisit la gorge, en lui disant qu'il n'est qu'un humain, sous-entendant qu'il n'était pas assez pur pour espérer atteindre le paradis et que par conséquent, sa vie devait prendre fin. Toutefois, Kiba arrive à temps pour le protéger, Darcia ne se bat pas et se replie.
Le groupe repart en direction du paradis, Tsume reste en arrière quelques instants. Une montagne se dresse devant eux, les Loups l'escaladent et Hubb fait de son mieux pour les suivre. Ils atteignent l'Arbre du Commencement, puis Cheza désigne la Montagne du Commencement, leur nouvelle destination, l'entrée du paradis. Les Loups grimpent avec agilité, Hubb est derrière, peinant à faire de même. Un tremblement lui fait perdre l'équilibre et il chute, seulement sauvé par une petite corniche. Le livre de la Lune tombe dans le vide, ainsi que le tissu qui l'enrobait (tissu qui était un cadeau pour Cher). Kiba lui propose de l'aide, mais Hubb refuse, disant que le paradis n'était pas un endroit pour lui et qu'il ne pourrait l'atteindre. Il lâche de lui-même la corniche qu'il tenait et va pour s'écraser au sol. Tsume arrive et le voit chuter. Il lui tend la main, mais est incapable de le sauver. Hubb tombe contre la glace, il lui reste assez de force pour porter le cigare à sa bouche et pour inhaler le tissu offert à Cher.

#### Quent Yaiden
Sa haine des Loups est la seule chose qui maintient Quent Yaiden en vie. Il vivait à Cryos, un petit village tranquille, avec sa femme, son jeune fils (Ruth) et le chien que celui-ci avait adopté, Blue et exerçait sa profession de shérif. Tous les quatre étaient heureux, jusqu'au jour où Quent revint au village avec Blue, pour voir les flammes les dévorer. Près de sa maison, des Loups étaient assemblés, dont un avec un œil maléfique. Il ouvre le feu sur eux avec son arme de service. Puis, incapable  d'exécuter sa vengeance sur les bêtes, il quitte le village dévasté, n'ayant sur lui que son fusil, son chien et une photo de sa famille. C'est à ce moment également qu'il sombre dans l'alcoolisme.